# 安順府

貴州省の安順府の位置（1820年）

安順府（あんじゅんふ）は、中国にかつて存在した府。明代から民国初年にかけて、現在の貴州省安順市と六盤水市にまたがる地域に設置された。

## 概要
1602年（万暦30年）、明により安順州が安順軍民府に昇格した。安順軍民府は貴州省に属し、直属の寧谷寨長官司・西堡長官司の2長官司と鎮寧州に属する十二営長官司・康佐長官司の2長官司と永寧州に属する慕役長官司・頂営長官司の2長官司と普安州、合わせて3州6長官司を管轄した。
1687年（康熙26年）、清により安順軍民府は安順府と改められた。安順府は貴州省に属し、普定県・清鎮県・安平県・鎮寧州・永寧州・郎岱庁・帰化庁の2庁2州3県を管轄した。
1913年、中華民国により安順府は廃止された。